# Valentin Vodnik
Valentin Vodnik (Šiška, 3. veljače 1758. – Ljubljana, 8. siječnja 1819.) slovenski pjesnik, novinar i svećenik

## Životopis
Rođen je u Šiški, danas je to predgrađe Ljubljane. Gimnaziju je završio u Ljubljani, potom je studirao u Ljubljani, Novom Mestu i Gorici, svršio je studij 1782. Kao franjevac službovao je u Ljubljani, na Bledu i u Ribnici.

## Vanjske poveznice
|  | Zajednički poslužitelj ima još gradiva o temi Valentin Vodnik |